# 郷田直輝
郷田 直輝（ごうだ　なおてる、1960年 - ）は、日本の天文学者。専門は位置天文学。理学博士（京都大学、1989年）。自然科学研究機構国立天文台教授、研究連携主幹兼JASMINE検討室長。東京大学大学院教授。総合研究大学院大学教授。大阪府大阪市生まれ。

## 略歴
- 1984年　京都大学理学部宇宙物理学科卒業。京都大学大学院理学研究科物理学第二専攻に進学し佐藤文隆に師事する[1][2]。
- 1989年　京都大学大学院理学研究科物理学第二専攻博士課程修了。
- 1989年　京都大学理学部助手。
- 1991年　日本天文学会理事。
- 1992年　大阪大学理学部助教授。
- 1996年　大阪大学大学院理学研究科助教授。
- 1999年　国立天文台位置天文・天体力学研究系教授。
- 2001年　日本天文学会理事（2004年まで）。
- 2003年　鹿児島大学客員教授。
- 2004年　国立天文台JASMINE検討室室長、教授。
- 2005年　JAXA宇宙科学研究本部宇宙理学委員（2006年度まで）。
- 2006年　日本天文学会評議員（2009年度まで）。
- 2010年　東京大学大学院教授（併任）。
- 2012年　日本天文学会監事（2012年12月～2015年5月）。

## 現在の研究課題
銀河の形成・進化の解析及び自己重力多体系の緩和過程やカオス的遍歴現象、銀河の力学構造の解析（特に、星の3次元的位置や運動情報から、銀河内の全重力物質がつくる重力ポテンシャル分布や位相分布関数を構築する手法の開発）を行っている。さらに、実際に銀河系のバルジ構造内の星の距離や運動を高精度で測定できる赤外線位置天文観測衛星 (JASMINE) 計画を推進中である。

## 所属学会
日本天文学会、国際天文学連合 (IAU) 、日本物理学会、日本数理生物学会

## 代表者を務めた研究・プロジェクト
JASMINE（赤外線位置天文観測衛星）計画（現在、JASMINE検討室長）

## 論文
- Gouda, Naoteru; Sugiyama, Naoshi; Sasaki, Misao Large Angle Anisotropy of the Cosmic Microwave Background in an Open Universe, Progress of Theoretical Physics, 80, 1023(1991)
- Sugiyama, Naoshi; Gouda ,Naoteru Perturbations of the Cosmic Microwave Background Radiation and Structure Formations Formations, Progress of Theoretical Physics, 80, 803(1992)
- Yano, Taihei; Nagashima, Masahiro; Gouda, Naoteru Limitations of the Press-Schechter Formalism, Astrophysical Journal, 466, 1(1996)
- Tsuchiya, Toshio; Gouda, Naoteru; Tetuo Konishi Relaxation processes in one-dimensional self-gravitating many-body systems,Physical Review E, 53, 2210(1996)
- Nagashima, Masahiro; Yoshii, Yuzuru; Totani, Tomonori; Gouda, Naoteru, Galaxy Number Counts in the Subaru Deep Field: Multiband Analysis in a Hierarchical Galaxy Formation Model, Astrophysical Journal, 578, 675(2002)
- Gouda, Naoteru; et al.JASMINE: Japan Astrometry Satellite Mission for INfrared Exploration Transits of Venus: New Views of the Solar System and Galaxy, Proceedings of IAU Colloquium #196, held 7-11 June, 2004 in Preston, U.K.. Edited by D.W. Kurtz. Cambridge: Cambridge University Press, p.455-468
- Nagashima, Masahiro; Yahagi, Hideki; Enoki, Motohiro; Yoshii, Yuzuru; Gouda, Naoteru, Numerical Galaxy Catalog. I. A Semianalytic Model of Galaxy Formation with N-Body Simulations, Astrophysical Journal, 634, 26(2005)
- Yano, Taihei; Araki, Hiroshi; Gouda, Naoteru,; et al CCD Centroiding Experiment for Correcting a Distorted Image on the Focal Plane, The Publications of the Astronomical Society of the Pacific, Volume 118, Issue 848, pp. 1448-1454(2006)
- Gouda, Naoteru; JASMINE working group, JASMINE: Infrared Space Astrometry Mission, Transcations of the Japan Society for Aeronautical and Space Science, Aerospace Technology Japan, 8(No.ists27), To.4.7(2010)

## 著書

### 単著
- 『天の川銀河の地図をえがく』旬報社、2009年
- 『宇宙のことがだいたいわかる 通読できる宇宙用語集 (BERET SCIENCE)』ペレ出版、2014年
- 『ダークマターとは何か 天の川銀河探査で挑む宇宙論最大の謎』PHPサイエンス・ワールド新書、2012年

### 共著
- 『スーパーコンピューターが解き明かす宇宙の進化』恒星社厚生閣、1991年 （9章「宇宙背景放射の謎」担当）
- 『宇宙旅行ガイド　140億光年の旅』丸善、2006年（第14章担当）
- シリーズ現代の天文学第1巻『人類の住む宇宙』日本評論社、2007年（第2.4節担当）
- シリーズ現代の天文学第4巻『銀河I』日本評論社、2007年（第6.1節担当）
- シリーズ現代の天文学第11巻『天体物理学の基礎I』日本評論社、2009年（第1.3節担当）

### 翻訳
- 『宇宙の幾何―数学による宇宙の探究』翔泳選書、 Robert Osserman著、1995年

## テレビ出演
- 2016年 10月13日 NHK BSプレミアム コズミックフロントNEXT  http://www.nhk.or.jp/cosmic/broadcast/161013.html%5B%5D

## 新聞記事（インタビュー）
- 2005年 「天の川正確な地図作り　欧米に続き、日本も打ち上げ検討」　朝日新聞、8月26日　夕刊
- 2009年 「”銀河系の秘境”観測」　しんぶん赤旗、11月29日
- 2010年 「世界2例目の星観測衛星　来年8月打ち上げ」　毎日新聞、4月13日
- 2010年 「超小型衛星で星の地図作製」　日本経済新聞、4月13日
- 2010年 「50センチ大の衛星打ち上げへ」　朝日新聞、4月16日
- 2011年 「星の位置測り宇宙探る」　朝日小学生新聞、1月3日
- 2015年 「ドラえもん宇宙作品集 小学二年生増刊」　小学館、2月号　”天の川銀河の地図をつくる”（インタビュー記事）
- 2016年 「宇宙フリーマガジン　TELSTAR vol.13」　企画人にインタビューNo.2に掲載、10月発行

## 雑誌（インタビュー含む、対談、その他）
- 2000年 ニュートン 5月号 「ビッグバン後 暗黒未知の10億年」
- 2003年 ニュートン 別冊 改訂版 銀河大紀行  http://www.newtonsanseido.com/cart/book_view.php?book_code=0000000000025683
- 2005年 ニュートン 1月号 「見えない物質『ダークマター』は、どのように存在するか？」
- 2005年 パリティ 6月号 「全宇宙鉄道路線ガイド第14回　始源の刻：3K放射, 宇宙論」
- 2008年 ニュートン 別冊 「よくわかる天の川銀河系 "立体的に見た銀河系"
- 2010年 ニュートン 4月号 「天体までの距離のはかり方」ニュートン』4月号
- 2012年 ニュートン 4月号 "宇宙の距離" 掲載協力  http://www.newtonpress.co.jp/newton/back/bk_2012/bk_201210.html
- 2014年 ニュートン 別冊 「あらゆる単位と重要原理・法則集」（「天文単位、光年、パーセク」の掲載協力）
- 2015年 ニュートン 別冊 「銀河系全図」（「天体までの距離のはかり方」の掲載協力）